# Берёзовка (Горьковский район)
Берёзовка — деревня в Горьковском районе Омской области. Входит в Октябрьское сельское поселение.

## История
Основана в 1920 г. В 1928 г. состояла из 51 хозяйства, основное население — русские. В составе Максимовского сельсовета Бородинского района Омского округа Сибирского края.

## Население
| 2002 | 2010 | 2021 |
| ---- | ---- | ---- |
| 11   | ↘6   | ↗16  |